# River of Dreams
River of Dreams é um álbum de Billy Joel, lançado em 1993.